# Ugly Duckling (groupe)
Pour les articles homonymes, voir Ugly Duckling.
Ugly Duckling est un groupe de hip-hop américain, originaire de Long Beach, en Californie. Les membres d'Ugly Duckling sont Dizzy Dustin (Dustin McFarland), Young Einstein (Rodney Pleasant Jr.) et Andy Cat (Andy Cooper). Selon l'ouvrage How to Rap : the Art & Science of the Hip-Hop MC, le groupe est l'un des plus importants de la scène hip-hop underground.

## Biographie
Ugly Duckling est formé en 1995 à Long Beach, Los Angeles, en 1995. Le nom du groupe, qui signifie « vilain petit canard » en anglais, est choisi par les membres afin de se démarquer de la scène hip-hop californienne du milieu des années 1990, laquelle ne vivait quasiment qu'à travers le gangsta rap. Tous les membres du groupe sont originaires de Long Beach. Dizzy vivait dans le nord de Long Beach et fréquentait la Jordan High School. Young Einstein a grandi dans le quartier de Wrigley et était scolarisé à la Wilson High School. Enfin, Andy Cooper est originaire du quartier de Bixby Knolls et fréquentait la Long Beach Polytechnic School. Ils se rencontrent par le biais d'amis communs et commencent finalement à réaliser leur propres créations. En 1998, le groupe publie Fresh Mode, un single vendu à plus de 3 000 exemplaires et semblant faire le buzz. Plus tard la même année, Ugly Duckling signe au label 1500 Records, une division d'Interscope/Universal, et enregistre un premier EP, également intitulé Fresh Mode, publié le 6 avril 1999. 
Le 26 septembre 2000, le groupe publie son premier album, Journey to Anywhere. L'album est publié pendant seulement deux semaines par un label indépendant sur Internet appelé Riffage. En 2001, le label refuse de mettre un terme au contrat du groupe ; à ce sujet, le membre Dizzy Dustin explique que « depuis le début, ils font chier. » En mai 2001, le groupe joue à Toronto, au Canada, aux côtés de Pharcyde et Checkmate. Le 17 juin 2003, le groupe publie son deuxième album, Taste the Secret. 
Quelque temps plus tard, Ugly Duckling signe chez Fat Beats, un label de hip-hop indépendant situé à Brooklyn ; ils y publient leur troisième album Bang for the Buck le 11 avril 2006 et Audacity le 24 septembre 2008,. Concernant Bang for the Buck, HipHopDX explique que « l'image des Ugly Ducklings est synonyme à celle d'un vilain petit canard, seul et horrible, qui finira par devenir un cygne. »

## Style musical
Le style musical d'Ugly Duckling est avant tout un retour vers le hip-hop des années 1980 et 1990. Le groupe privilégie l'utilisation de samples et de scratches pour ses morceaux. Les deux MCs, Andy et Dizzy, alternent au micro de façon rapide et interviennent pour ponctuer chaque fin de phrase de l'autre, ce qui n'est pas sans rappeler des groupes précurseurs du genre tels que les Beastie Boys. Ils sont reconnus pour leurs paroles intelligentes et humoristiques, « parodiant les excès du rap moderne » et son obsession pour le sexe et le matérialisme.
La musique d'Ugly Duckling utilise principalement les éléments de base du rap : le scratch et le MC. Le DJ du groupe, Young Einstein, emploie des scratches complexes tant pour l'enregistrement des albums que sur scène. Il est aussi le possesseur de la mascotte non officielle du groupe, une chaîne en or imposante qui est d'ailleurs le thème de leur chanson Eye on the Gold Chain. Les thèmes principaux abordés par le groupe dans leurs chansons sont l'amour, le pardon et le rejet de valeurs matérielles.

## Apparitions dans les médias
Leur chanson Smack, issue de l'album Bang on the Buck, est présente dans le jeu vidéo Tony Hawk's Project 8. Celle de Get on This, issue de l'album Fresh Mode, peut être entendue dans le film Les Initiés de Ben Younger. Turn it Up, de l'album Taste the Secret, figure dans la bande originale du film Eurotrip de Jeff Schaffer. La chanson A Little Samba peut être entendue dans une publicité pour Visa.

## Discographie

### Albums studio
- 2000 : Journey to Anywhere
- 2003 : Taste the Secret
- 2006 : Bang for the Buck
- 2008 : Audacity
- 2011 : Moving at Breakneck Speed

### EP
- 2004 : Fresh Mode
- 2003 : The Leftovers EP
- 2004 : Combo Meal: Taste The Secret/The Leftovers EP

### Compilation
- 2006 : The Best of

### Singles
- 1999 : Everybody, C'mon (1500/A&M/Interscope/Universal Records)
- 1999 : Now Who's Laughin' (1500/A&M/Interscope/Universal Records)
- 2000 : I Did it Like This (XL Recordings & Emperor Norton/Rykodisc)
- 2001 : A Little Samba (XL Recordings and Emperor Norton/Rykodisc)
- 2001 : A Little Samba (remixes) (XL Recordings and Emperor Norton/Rykodisc)
- 2001 : Eye on the Gold Chain (XL Recordings and Emperor Norton/Rykodisc)
- 2001 : Eye on the Gold Chain (remixes) (XL Recordings)
- 2003 : Dumb it Down (Emperor Norton/Rykodisc Records)
- 2003 : Pass it On (Emperor Norton/Rykodisc Records)
- 2003 : Rio de Janeiro (Emperor Norton/Rykodisc Records)
- 2003 : Turn it Up (Emperor Norton/Rykodisc Records)
- 2004 : Get Ready
- 2005 : Yudee! (Fat Beats)
- 2006 : Smack (Fat Beats)
- 2006 : Left Behind (Fat Beats)
- 2006 : Left Behind (Wichita Mix) (Fat Beats)